# Federația Franceză de Rugby
Federația Franceză de Rugby (în franceză Fédération française de rugby), prescurtată FFR, este organismul de conducere a rugbyului în XV și a rugbyului în VII din Franța. Administrează echipa națională de rugby a Franței. Deleagă Ligii Naționale de Rugby administrarea sportului profesionist. Numără 373.000 de practicanți legitimați, împărțiți în 1.766 de cluburi. Are sediul în Marcoussis, localitate la sud-vest de Paris. Din anul 2008 este prezidată de Pierre Camou.
FFR a fost înființată pe 13 mai 1919 ca urmare comitetului specializat la rugby al Uniunii Societăților Franceze de Sporturi Atletice. Și-a luat numele actual pe 11 octombrie 1920. A fost recunoscută de utilitate publică în 1922. Este afiliată la World Rugby din 1978.

## Legături externe
- fr  Site-ul oficial